# Molophilus suffalcatus
Molophilus suffalcatus är en tvåvingeart som beskrevs av Alexander 1947. Molophilus suffalcatus ingår i släktet Molophilus och familjen småharkrankar. Inga underarter finns listade i Catalogue of Life.